# Frise
Frise és un municipi francès al departament del Somme i a la regió de Picardia. L'any 2007 tenia 182 habitants.

## Demografia

### Població

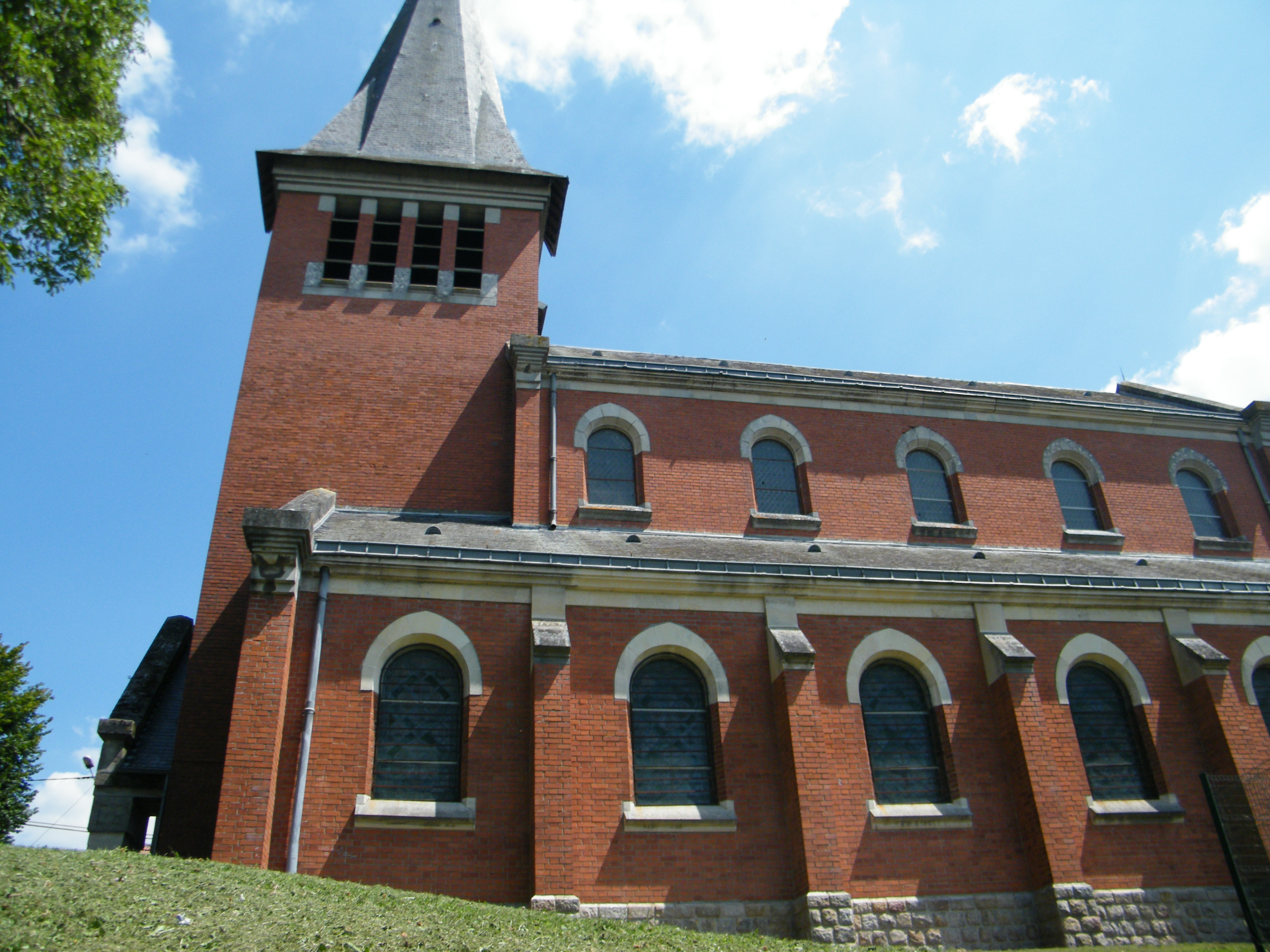

El 2007 la població de fet de Frise era de 182 persones. Hi havia 79 famílies de les quals 20 eren unipersonals (12 homes vivint sols i 8 dones vivint soles), 31 parelles sense fills, 24 parelles amb fills i 4 famílies monoparentals amb fills.
La població ha evolucionat segons el següent gràfic:
Habitants censats 

### Habitatges
El 2007 hi havia 127 habitatges, 78 eren l'habitatge principal de la família, 44 eren segones residències i 5 estaven desocupats. Tots els 124 habitatges eren cases. Dels 78 habitatges principals, 64 estaven ocupats pels seus propietaris, 11 estaven llogats i ocupats pels llogaters i 4 estaven cedits a títol gratuït; 1 tenia una cambra, 6 en tenien dues, 15 en tenien tres, 9 en tenien quatre i 48 en tenien cinc o més. 62 habitatges disposaven pel capbaix d'una plaça de pàrquing. A 34 habitatges hi havia un automòbil i a 37 n'hi havia dos o més.

### Piràmide de població
La piràmide de població per edats i sexe el 2009 era:
| Homes | Edats   | Dones |
| ----- | ------- | ----- |
| 0     | 95 o +  | 0     |
| 0     | 90 a 94 | 0     |
| 0     | 85 a 89 | 0     |
| 4     | 80 a 84 | 0     |
| 0     | 75 a 79 | 8     |
| 0     | 70 a 74 | 0     |
| 8     | 65 a 69 | 8     |
| 0     | 60 a 64 | 0     |
| 4     | 55 a 59 | 4     |
| 0     | 50 a 54 | 4     |
| 12    | 45 a 49 | 8     |
| 8     | 40 a 44 | 8     |
| 4     | 35 a 39 | 0     |
| 4     | 30 a 34 | 8     |
| 8     | 25 a 29 | 12    |
| 4     | 20 a 24 | 4     |
| 4     | 15 a 19 | 0     |
| 4     | 10 a 14 | 0     |
| 4     | 5 a 9   | 0     |
| 4     | 0 a 4   | 8     |

## Economia
El 2007 la població en edat de treballar era de 128 persones, 84 eren actives i 44 eren inactives. De les 84 persones actives 75 estaven ocupades (38 homes i 37 dones) i 9 estaven aturades (6 homes i 3 dones). De les 44 persones inactives 22 estaven jubilades, 8 estaven estudiant i 14 estaven classificades com a «altres inactius».

### Ingressos
El 2009 a Frise hi havia 78 unitats fiscals que integraven 179 persones, la mediana anual d'ingressos fiscals per persona era de 18.282 €.

### Activitats econòmiques
Dels 8 establiments que hi havia el 2007, 1 era d'una empresa de comerç i reparació d'automòbils, 5 d'empreses d'hostatgeria i restauració, 1 d'una empresa de serveis i 1 d'una entitat de l'administració pública.
L'any 2000 a Frise hi havia 6 explotacions agrícoles.

## Poblacions properes
El següent diagrama mostra les poblacions més properes.